# Robert Stigell

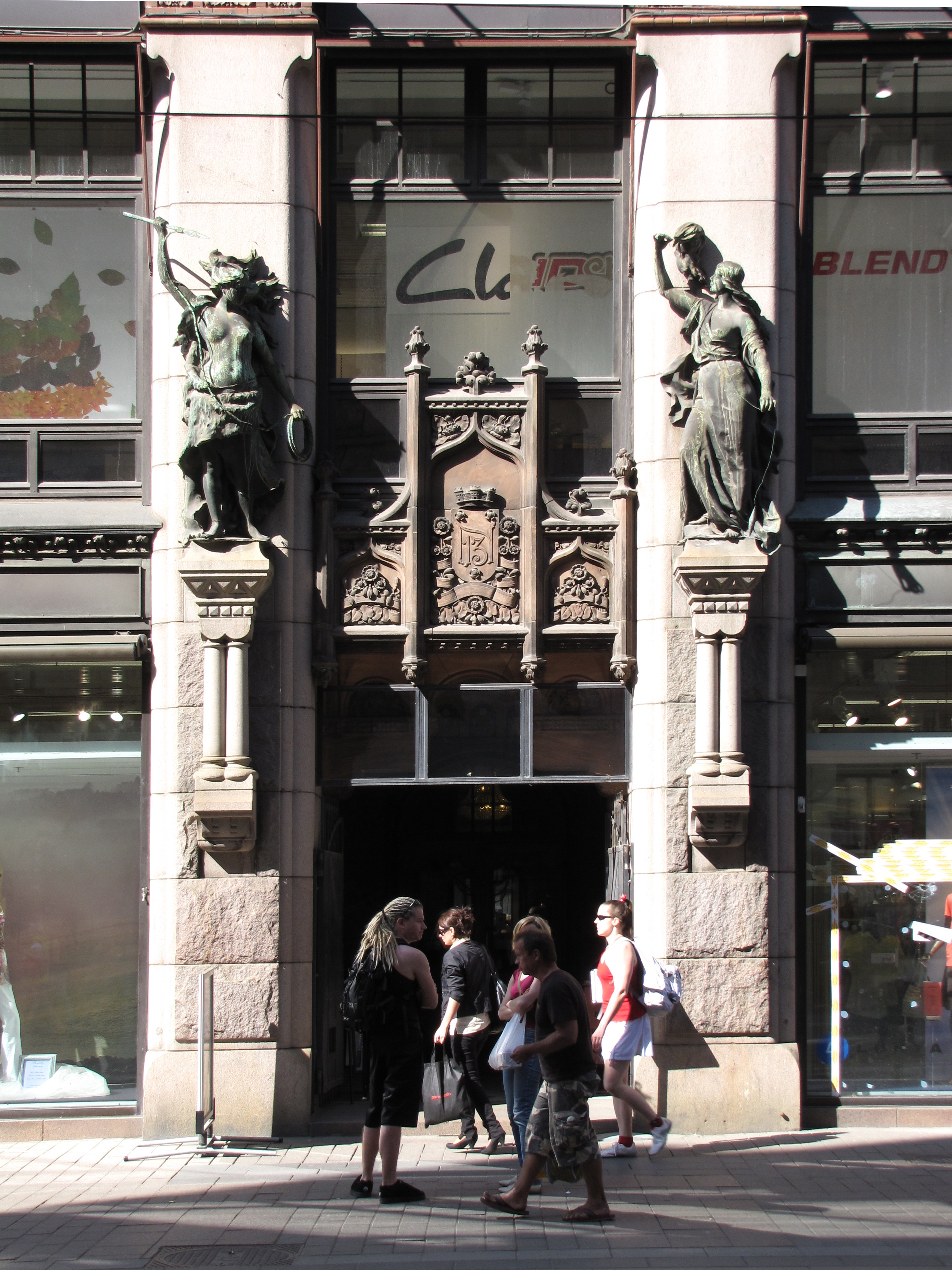
Kehruu ja Metsästys, 1900.

Robert Konstantin Stigell (né le 14 mai 1852 à Suomenlinna – décédé le 1er décembre 1907 à Helsinki) est un sculpteur finlandais.

## Biographie
Son père  Henrik Stigell est tailleur de pierre. Robert Stigell part à l'âge de 15 ans  apprendre la taille de la pière à Saint-Pétersbourg et y étudie aussi le dessin.
Il étudie à l'Académie des beaux-arts d'Helsinki en 1869–1870, à l'Accademia di San Luca en 1872–1876 puis à l'École des beaux-arts en 1876–1878. Stigell habitera près de 20 ans à Paris.
Les œuvres de Stigel sont associées au réalisme et au baroque.

## Œuvres
- Väinämöinen ja Ilmarinen, 1887, Ancienne maison des étudiants, Helsinki.
- Atlantit, 1889, Bâtiment des assurances Kaleva, Helsinki.
- Haaksirikkoiset, bronze, 1898, Tähtitorninmäki, Helsinki.
- Jousimies, 1887.
- Linkooja, 1877,
- Kehruu ja Metsästys, 1900. Grand magasin Lundqvist, Aleksanterinkatu 13, Helsinki.
- Herman Frithiof Antell, Buste en bronze, 1904.
- Karhut, 1906, stéatite, Parc d'Aulanko, Hämeenlinna.
- Kumpi voittaa?, bronze, 1901[1].

## Prix
- Académie russe des beaux-arts  "Artiste de première classe" 1878
- Exposition internationale de Paris, médaille d'or, 1900

## Galerie

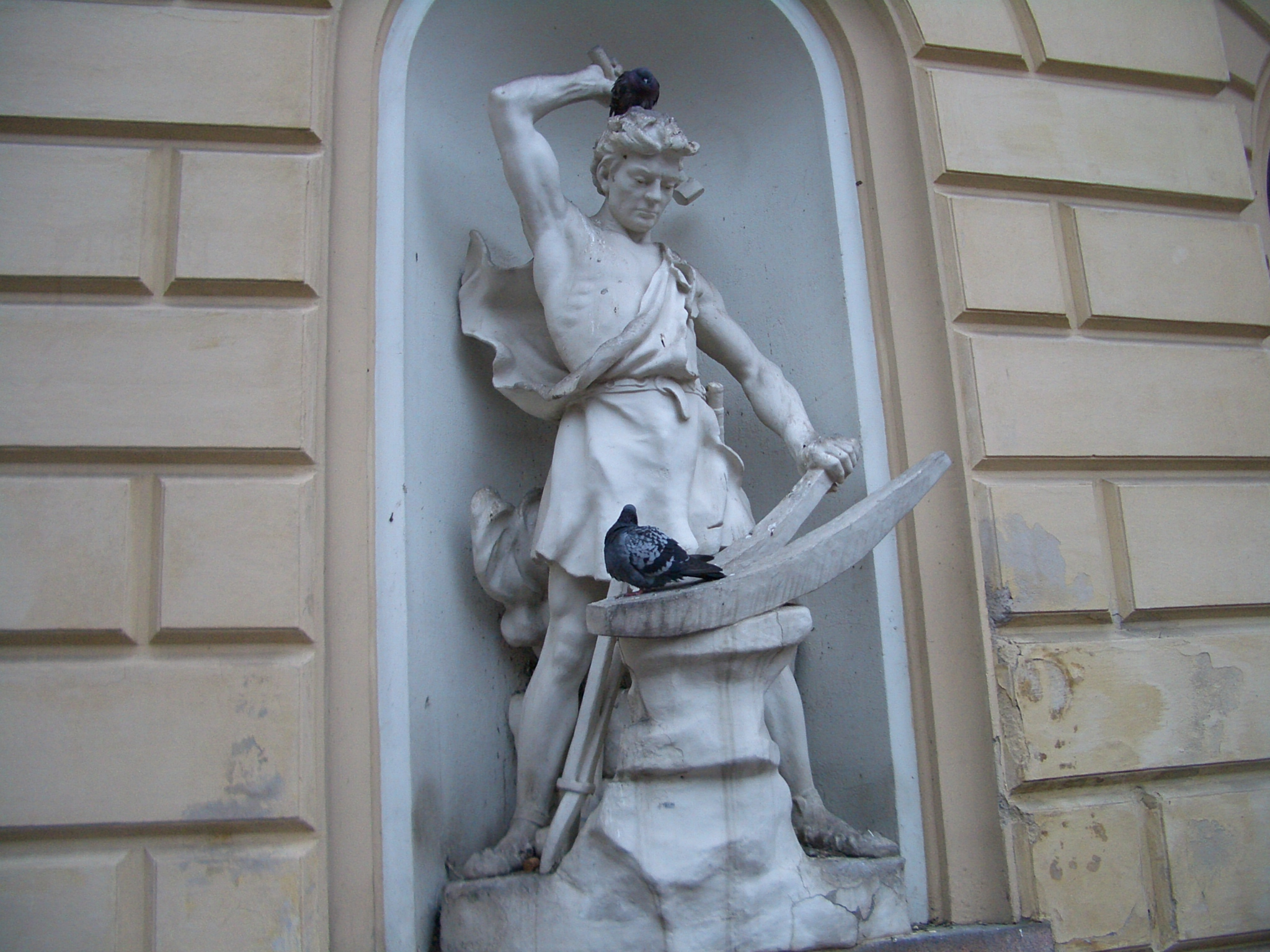
Ilmarinen, 1887.
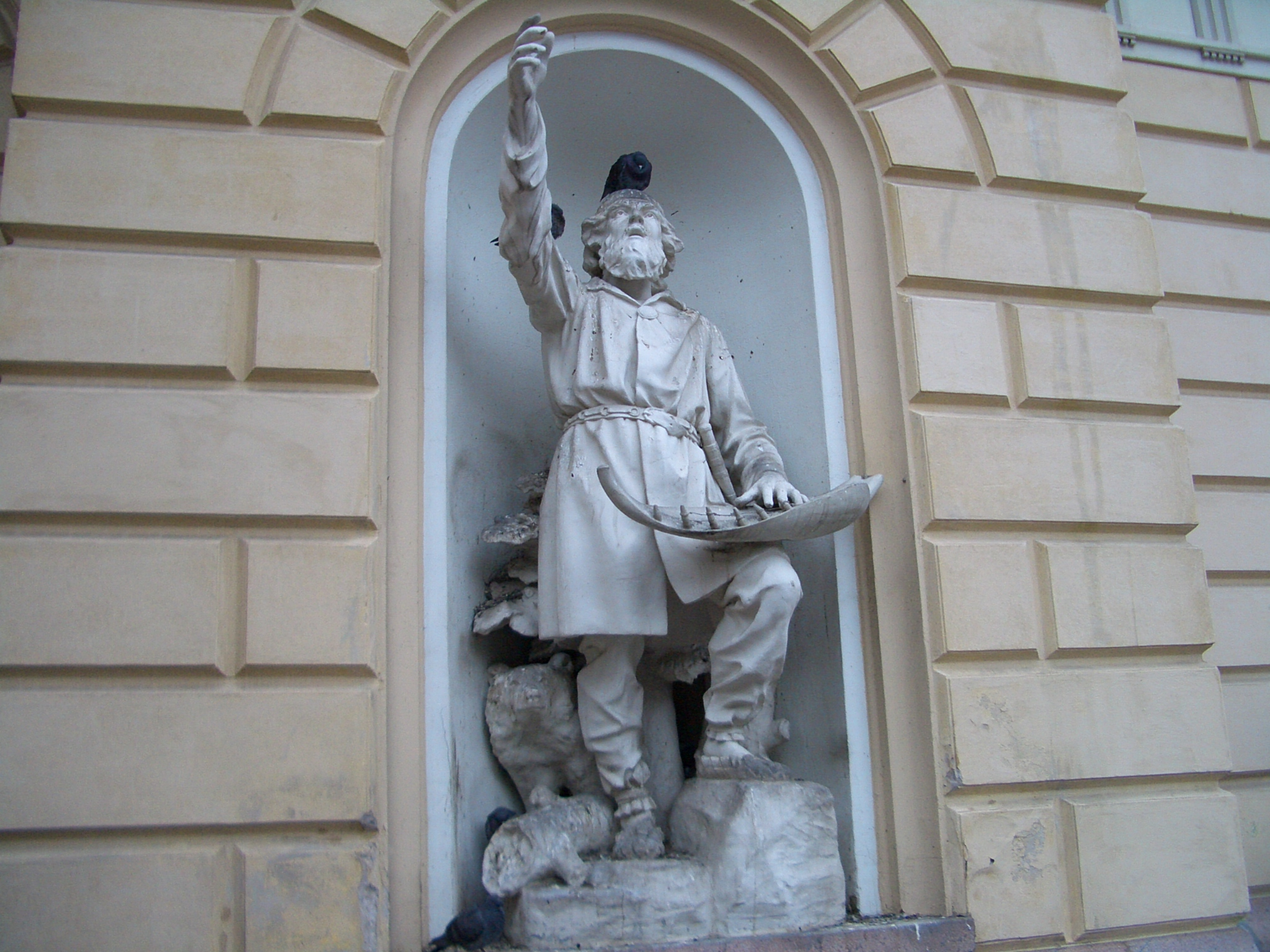
Väinämöinen, 1887.
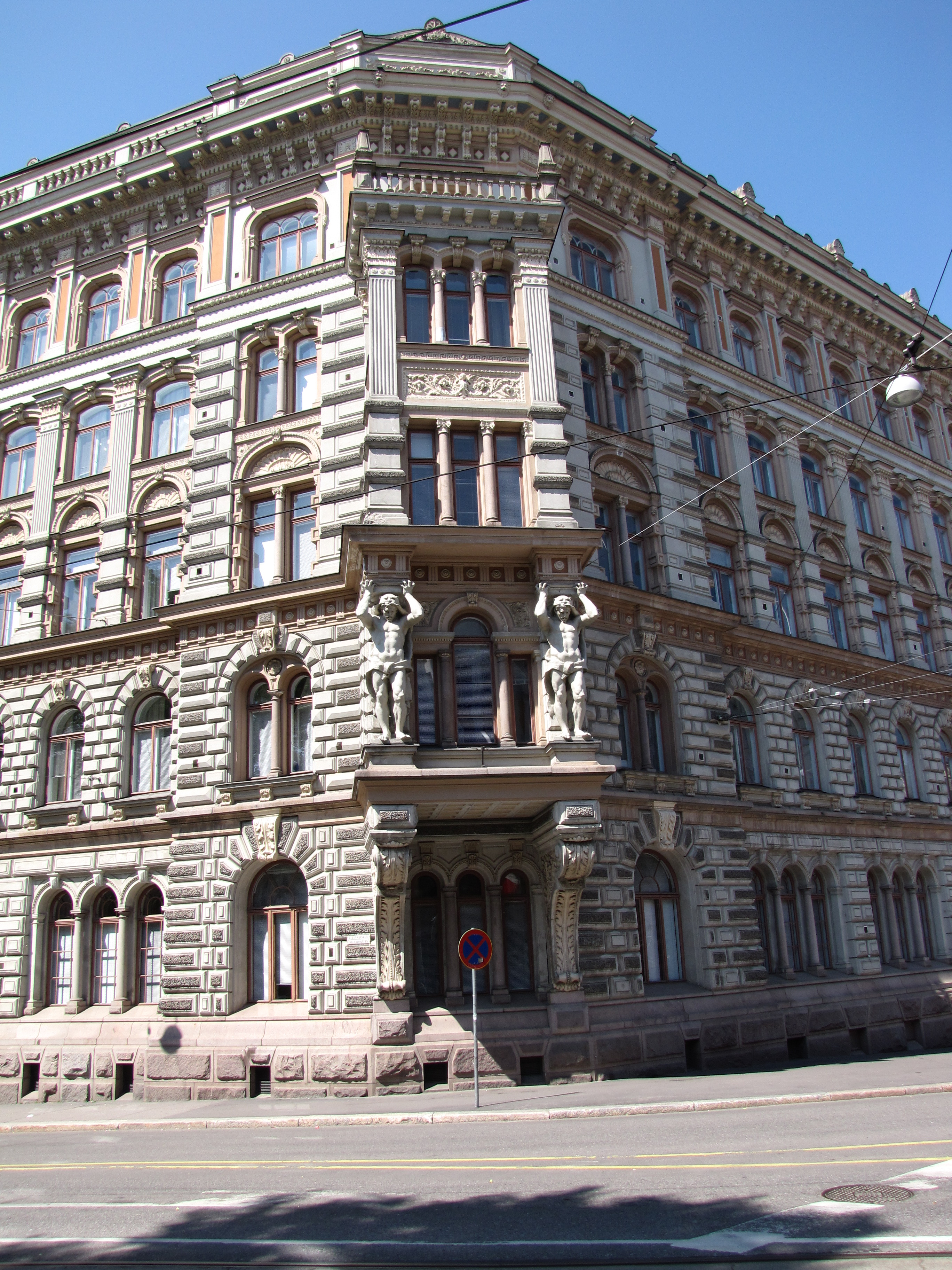
Atlantit, 1889.
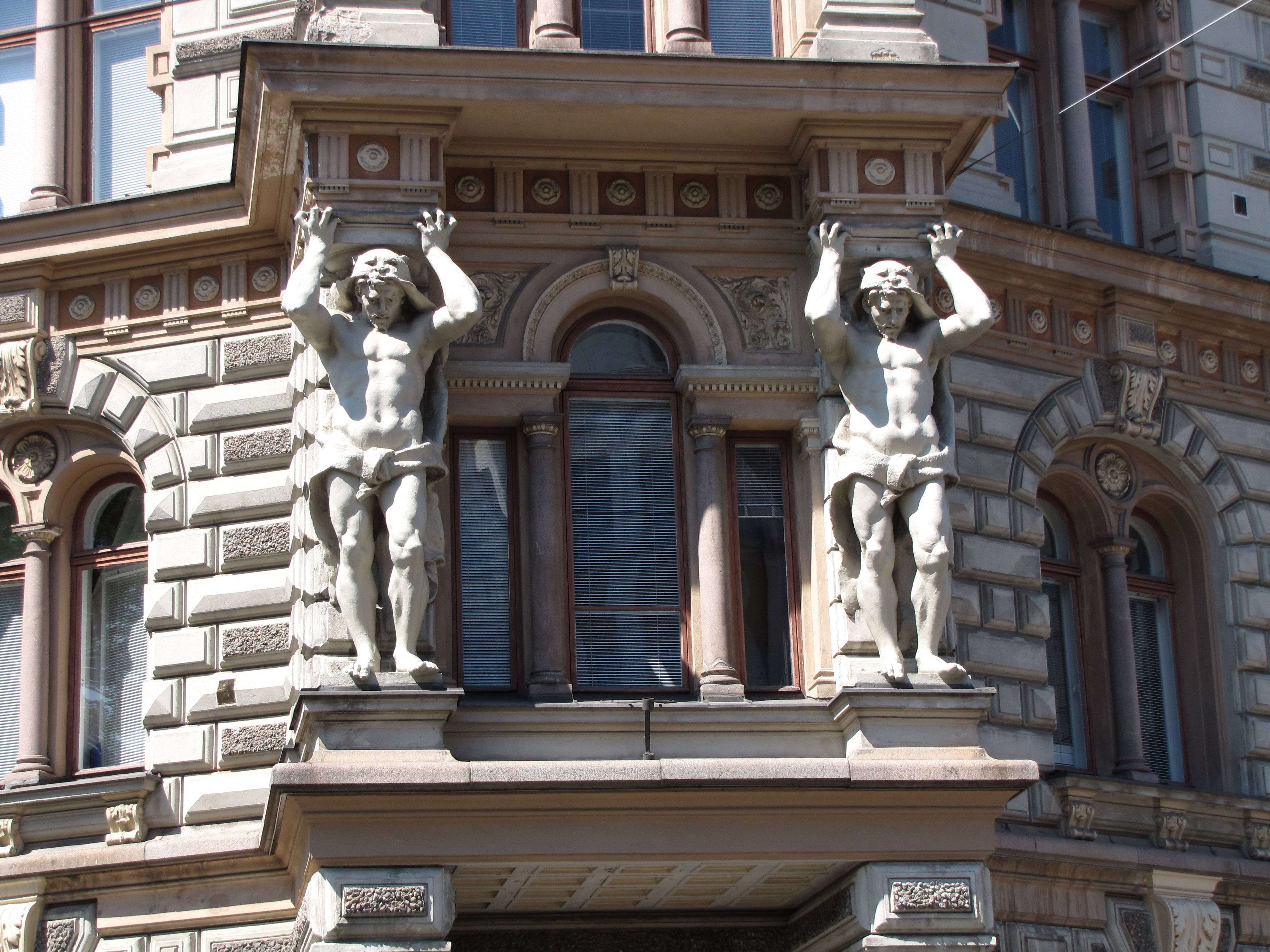
Atlantit, 1889.